# 高重翔
高重 翔（たかしげ しょう、1992年5月26日 - ）は日本のマジシャン。山口県宇部市出身。

## 略歴
宇部市立常盤中学校を経て、山口県立山口高等学校卒業、山口大学中退。
13歳の時、TVで見たマジックに影響を受け、マジックを学び始める。同年、山口県宇部市のLILLIPUTに師事。
高校時代に地元レストランでマジシャンとしての初出演。大学時代から山口市湯田温泉のバーに出演してパフォーマンス経験を積む。
2014年から湯田温泉街での路上パフォーマンスを始める。
2016年よりプロマジシャンに転向。
2017年3月、Japan Cup 2017にて銀賞を受賞、FISM日本代表に選出される。
同年11月、FISM Asia Championships of Magicにてパーラー部門3位を受賞しアジア代表に選出。
2018年、マジック界のオリンピック『FISM』World Championships of Magic 2018 クロースアップ パーラー部門 3位。クロースアップでは24年ぶりの日本人受賞者、パーラー部門では日本人初受賞者となる。
2019年、公益社団法人日本奇術協会より「ホープ賞」受賞。
日本クロースアップマジシャンズ協会より「ベスト・クロースアップ・マジシャン」受賞。
現在は世界３位のマジシャンとして、全国のプライベートパーティーなどでショーを行う傍ら、ショー企画、講演などを行い、地元山口の観光大使としても活動している。
海外ショーでのゲスト出演・豪華客船のメインショーを務めるなど、多くの場所で観客を魅了している。
小柄で柔和なルックスながら、類を見ない大きな実績を持つことから、「マジック界の小さな巨人」と呼ばれる。
圧倒的な技術力・実績・そしてその親しみやすさから、全国TVをはじめとする各方面のメディアに多数出演中。

## 受賞歴
- MOVE MAGIC CONTEST Vol.4 優勝
- THE JAPAN CUP 2017 銀賞
- FISM Asia Championships of Magic 2017 クロースアップ・パーラー部門 3位
- FISM World Championships of Magic 2018 クロースアップ・パーラー部門 3位
- 山口県よりメダル栄光（文化賞）受賞
- 公益社団法人日本奇術協会より「ホープ賞」受賞
- 日本クロースアップマジシャンズ協会より「ベスト・クロースアップ・マジシャン」受賞

## 主なメディア出演歴
- フジテレビ「めざましテレビ」
- フジテレビ「THE MAGIC オールジャンル日本一決定戦」
- フジテレビ「マジシャンVSマジシャン〜禁断の一騎打ち〜」
- 日本テレビ「ニノさん」
- NHK「超絶神技！マジックバトル 夏の陣」
- NHK「超絶神技！マジックバトル 冬の陣」
- NHK「超絶神技！マジックバトル 春の陣」
- TVCMイメージキャラクター「国勢調査（山口県）」（2020）
- TVCMイメージキャラクター「KRYハウジングサイト」（2019）
- TBS「ジョブチューン」
- Abema「Japan's Got Talent セミファイナル」
- Amazon Prime Video「なぎスケ！」
- NHKドキュメンタリー「マジックに恋して」
- NHKドキュメンタリー「マジックで世界を目指せ〜マジシャン高重翔の挑戦〜」
- NHK「MyISHIN」
- NHK「おはよう日本」
- テレビ山口「ちぐまや家族plus」
- テレビ山口「週末ちぐまや家族」
- テレビ山口「ちぐスマ！」
- KRY「熱血テレビ」
- 山口ケーブルビジョン「まちかどNEWS」
- 朝日新聞
- 中国新聞
- 毎日新聞
- 山口新聞
- 宇部日報